# Anolis compressicauda
Espèce
Synonymes
- Norops compressicauda (Smith & Kerster, 1955)

Statut de conservation UICN

 LC  : Préoccupation mineure
Anolis compressicauda est une espèce de sauriens de la famille des Dactyloidae.

## Répartition
Cette espèce est endémique d'Oaxaca au Mexique.

## Publication originale
- Smith & Kerster, 1955 : New and noteworthy Mexican lizards of the genus Anolis. Herpetologica, vol. 11, p. 193-201.